# Hauck & Bauer

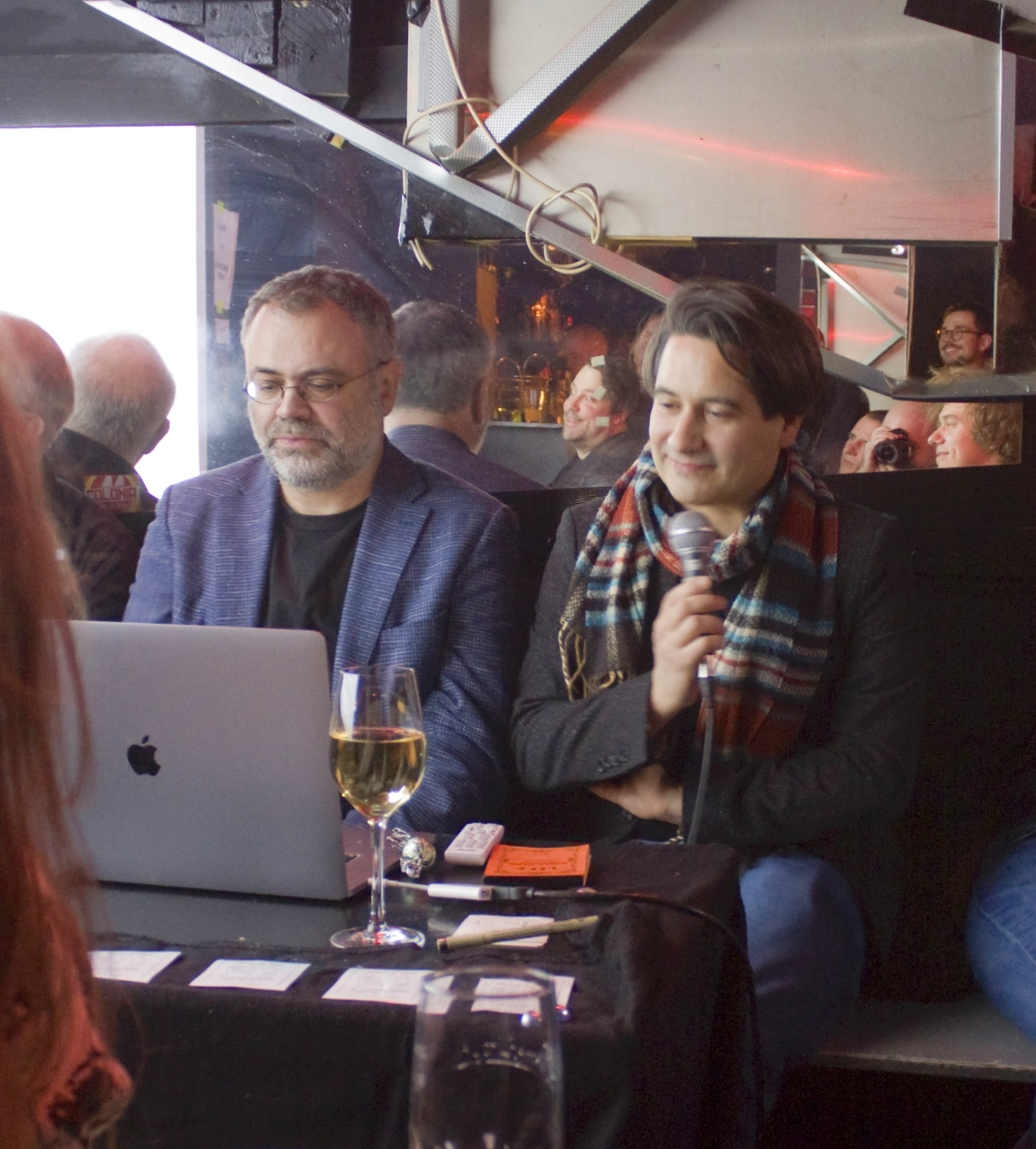
Dominik Bauer (links) und Elias Hauck (rechts) bei einer Cartoonlesung in der Bar Ernst in Berlin-Kreuzberg, Dezember 2023

Elias Hauck (* 1978 in Alzenau) und Dominik Bauer (* 1978 in Alzenau) sind das deutsche Comiczeichnerduo Hauck & Bauer. Ihre Arbeiten erscheinen regelmäßig in der Frankfurter Allgemeinen Sonntagszeitung, dem Satiremagazin Titanic und auf den Satireseiten SPAM von Spiegel Online.

## Leben
Elias Hauck und Dominik Bauer wuchsen gemeinsam im unterfränkischen Alzenau auf und machten am dortigen Spessart-Gymnasium das Abitur. Elias Hauck zeichnet und Dominik Bauer schreibt die Texte für ihre Comics und Karikaturen. Bekannt wurden sie mit dem seit 2003 wöchentlich in der Frankfurter Allgemeinen Sonntagszeitung erscheinenden Comicstrip Am Rande der Gesellschaft. Dessen Name erklärt sich aus der Erscheinungsweise: Er läuft senkrecht am Rand der ersten Seite des Zeitungsbuchs Gesellschaft hinab, mittlerweile Leben genannt. Die Strips erschienen unter dem gleichen Titel 2007 als Buch. Im September 2010 veröffentlichte das Duo die Sammlung Hier entsteht für Sie eine neue Sackgasse mit weiteren Strips aus der Reihe sowie Cartoons, die zuvor in der Titanic und der Satire-Rubrik SPAM von Spiegel Online erschienen waren.
Im Main-Echo wurden Hauck & Bauer als „Lithografen des gezeichneten Humors“ beschrieben, ihre Arbeiten seien mal alberne, mal bösartige „Skizzen des Zeitgeistes.“ Die Witze kratzten „häufig an der Grenze der political correctness“, urteilt der Jugendsender FM4 des Österreichischen Rundfunks. 2010 erhielt das Duo den Deutschen Karikaturenpreis in Silber für die Zeichnung Keine Kinder und keine Karriere. Im August 2011 erschien das gemeinsam mit Michael Tetzlaff veröffentlichte Buch Bin ich Jesus? Die Kunst, nicht zu antworten. Beide erhielten im Januar 2012 den zweiten Preis bei der Rückblende (Foto- und Karikaturenwettbewerb), dem deutschen Preis für politische Fotografie und Karikatur. Von Juli 2013 an waren unter dem Titel Wir haben das vorher aufgezeichnet Strips der beiden in der von Entertainerin Anke Engelke moderierten WDR-Sendung Anke hat Zeit zu sehen. Im August 2013 erschien ihr Jubiläumsbuch Man tut, was man kann: Nix.
2016 strengten Hauck und Bauer ein Verfahren gegen den Komiker Florian Schroeder an, weil er einen Witz des Duos aus einem 2014 veröffentlichten Cartoon nahezu wortgleich in seinem Bühnenprogramm aufnahm. Das Gericht gab Schroeder recht, da es nicht zweifelsfrei widerlegen konnte, dass Schroeder bereits 2011 den Witz in sein Programm aufgenommen hatte.
Hauck lebt in Berlin, Bauer wohnt in Frankfurt am Main.

## Publikationen
- Am Rande der Gesellschaft. Carlsen, Hamburg 2007, 73 S., ISBN 978-3-551-68025-9.
- Hier entsteht für Sie eine neue Sackgasse. Verlag Antje Kunstmann, München 2010, 106 S., ISBN 978-3-88897-685-8.
- Bin ich Jesus? Die Kunst, nicht zu antworten. Dominik Bauer, Elias Hauck, Michael Tetzlaff, Verlag Antje Kunstmann, München 2011, 80 S., ISBN 978-3-88897-739-8.
- Man tut, was man kann: Nix. Verlag Antje Kunstmann, München 2013, 152 S., ISBN 978-3-88897-876-0.
- Ich kann einfach nicht Wein sagen, Verlag Antje Kunstmann, München 2016, ISBN 978-3-95614-136-2.
- Ist das noch Entspannung oder schon Langeweile?, Verlag Antje Kunstmann, München 2018, ISBN 978-3-95614-266-6.
- Cartoons. Verlag Antje Kunstmann, München 2020, ISBN 978-3-95614-399-1.
- Das schlechtestverkaufte Buch der Welt. Verlag Antje Kunstmann, München 2023, ISBN 978-3-95614-539-1.

## Auszeichnungen
- 2010: Deutscher Karikaturenpreis, 2. Platz = Silber
- 2012: Rückblende 2011, 2. Preis Karikatur
- 2014: Deutscher Karikaturenpreis, 2. Platz = Silber
- 2017: Deutscher Cartoonpreis, 2. Platz
- 2018: Deutscher Karikaturenpreis, Geflügelter Bleistift für eine besondere Leistung
- 2024: Deutscher Cartoonpreis, 2. Platz
- 2024: Deutscher Karikaturenpreis, 1. Platz = Gold[11]
- 2025: Deutscher Cartoonpreis, 3. Platz